# بنيامين واد
بنيامين واد (بالإنجليزية: Benjamin Wade)‏ (و. 1800 – 1878 م) هو سياسي، ومحام من الولايات المتحدة الأمريكية ولد في سبرينغفيلد.
تولى منصب عضو مجلس الشيوخ الأمريكي .وهو عضو في حزب اليمين، والحزب الجمهوري.

## الحياة المهنية

### الحرب الأهلية الأمريكية
في مارس عام 1861، تقلَّد واد منصب رئيس اللجنة المعنية بالأقاليم، وفي يوليو عام 1861، شهد إلى جانب سياسيين آخرين هزيمة جيش الاتحاد في معركة بول رن الأولى. وهناك، كاد أن يتعرَّض للأسر على يد جيش الولايات الكونفدرالية الأمريكية. بعد عودته إلى العاصمة واشنطن، كان ممّن ألقوا باللوم على هذا الهجوم بسبب العجز المُتوقع لقيادة جيش الاتحاد. في الفترة ما بين عاميّ 1861 و1862، عمل واد رئيسًا للجنة المشتركة المعنية بسير الحرب، وفي عام 1862، بصفته رئيس لجنة مجلس الشيوخ المعنية بالأقاليم، لعب دورًا أساسيًا في إلغاء شرعية العبودية في الأقاليم الاتحادية.
خلال فترة الحرب الأهلية الأمريكية، انتقد واد بشدة نظام الرئيس أبراهام لينكون؛ وفي رسالة مؤرخة في سبتمبر عام 1861، كتب بشكل سرّي أن آراء لينكون بشأن العبودية «لا يمكن أن تنبع إلا من شخص قادم من طبقة الوايت تراش (مصطلح انتقاضي يُشير إلى البيض الفقراء) وتلقى تعليمه في ولاية عبودية». شعر واد بالغضب الشديد على وجه التحديد بسبب تباطؤ لينكولن إزاء عملية تجنيد الأمريكيين الأفارقة داخل صفوف الجيش، ودعا بقوة إلى إقرار مشروع القانون الذي يُبطل العبودية إذ كان له دور مباشر في تمرير مراسيم الحيازة الزراعية لعام 1862 ومراسيم موريل لمنح الأراضي لعام 1862.
انتقد واد أيضًا خطة لينكون لإعادة الإعمار؛ ففي ديسمبر عام 1863، دعم واد إلى جانب هنري فينتر ديفيس مشروع قانون لإدارة الجنوب، بعد احتلاله، على طريقتهما الخاصة. يقضي مشروع قانون واد ديفيس بأن يؤدي خمسون بالمئة من الذكور البيض قسم ولاء آيرونكلاد، ومنح حق الاقتراع للذكور السود، وأن الحكام العسكريين يعيّنهم  مجلس الشيوخ الأمريكي. وقد وافق مجلس النواب على مشروع القانون في 4 مايو عام 1864 بهامش تصويت 73 «مع» مقابل 59 «ضد»، ثم في 2 يوليو عام 1864 وافق مجلس الشيوخ عليه بهامش تصويت 18 «مع» مقابل 14 «ضد» وأُحضِر إلى مكتب لينكون. وقَّع واد وديفيس هذا البيان الذي اتهما من خلاله الرئيس بالسعي لإعادة انتخابه من قِبَل المؤسسة التنفيذية لحكومات الولاية الجديدة.
في 28 يوليو 1866، أقرَّ الكونغرس الـ39 للولايات المتحدة قانونًا يقضي بتعديل المؤسسة العسكرية الأمريكية في وقت السلم. واقترح واد تشكيل اثنين من أفواج المشاة من المجندين الأمريكيين الأفارقة. وبعد معارضة شديدة، تم الموافقة على التشريع الذي نصّ على إنشاء أول فرقة عسكرية من المجندين السُّود داخل الجيش الأمريكي النظامي، تتكون من ستة أفواج: الفوج التاسع والعاشر، وأفواج المشاة 38 و39 و40 و41. وهذه الوحدات، التي تتألف من أفراد مجندين سود وضباط بيض، لم تكن الوحيدة التي تعمل على الحدود الغربية. خلال أواخر عام 1865 وحتى أوائل عام 1866، كُلِّفت وحدات من فوج المشاة 57 الملون وفوج المشاة 125 الملون التابعين للولايات المتحدة بمهمات في إقليم نيومكسيكو بهدف توفير الحماية للمستوطنين في المنطقة، ومرافقة من يريد الذهاب إلى الغرب.
اعتُبر واد نتيجة صراحته الفظة وعناده من بين أكثر المتعصبين شهرة في السياسة الأميركية. لعب دورًا رئيسيًا في تأسيس الحزب الجمهوري الجديد وتحرير العبيد ومحاربة الأعداء في مكتب فريدمان. اعتقد واد أن لينكون كان متقاعسًا بشأن محاربة العبودية، ولكن لينكون أثبت أفضليته بصفته سياسيًّا، إذ نجح بإنشاء ائتلاف أقوى يهدف لدعم السياسات التي من شأنها أن تعمل على تماسك الاتحاد من خلال تدمير القاعدة الاقتصادية التي كانت تقوم عليها العبودية في المزارع والتي كانت تدعم الفيدرالية. كونه منحدرًا من سلالة أتباع التطهيرية وناشطًا في مجلس الغرب المتشدد في أوهايو، فقد سارع ناخبوه إلى دعم تطرفه بكل حماس. وقد أظهرت هزيمته في إعادة انتخابه في مجلس الشيوخ عام 1866 تقلقل قاعدته الشعبية على مستوى الولاية. بالإضافة إلى أنشطته المناهضة للعبودية، كافح واد أيضًا من أجل الحصول على حق الأراضي الحرة وحقوق المرأة وإصلاح العمل.

## روابط خارجية
- بنيامين واد على موقع الموسوعة البريطانية (الإنجليزية)
- بنيامين واد على موقع إن إن دي بي (الإنجليزية)